# Cyrtandra tenuicarpa
Cyrtandra tenuicarpa är en tvåhjärtbladig växtart som beskrevs av H.J. Atkins. Cyrtandra tenuicarpa ingår i släktet Cyrtandra och familjen Gesneriaceae. Inga underarter finns listade i Catalogue of Life.